# Beckemeyer
Beckemeyer is een plaats (village) in de Amerikaanse staat Illinois, en valt bestuurlijk gezien onder Clinton County.

## Demografie
Bij de volkstelling in 2000 werd het aantal inwoners vastgesteld op 1043.
In 2006 is het aantal inwoners door het United States Census Bureau geschat op 1089, een stijging van 46 (4,4%).

## Geografie
Volgens het United States Census Bureau beslaat de plaats een oppervlakte van
1,3 km², geheel bestaande uit land. Beckemeyer ligt op ongeveer 132 m boven zeeniveau.

## Plaatsen in de nabije omgeving
De onderstaande figuur toont nabijgelegen plaatsen in een straal van 16 km rond Beckemeyer.